# 화룡풍윤
화룡풍운(중국어: 火雲傳奇)는 1994년 개봉한 홍콩 영화이다.

## 출연
- 임청하 - 화운사신
- 막소총 - 현명
- 오강 - 호위
- 오군여 - 연우
- 단립문 - 육왕야
- 엽전직 - 아설

## KBS 성우진 (1997년 12월 27일)
- 권희덕 - 화운사신(임청하)
- 홍시호 - 현명(막소총)
- 홍성헌 - 호위(오강)
- 김정주 - 연우(오군여)
- 박상훈 - 육왕야(단립문)
- 주유랑 - 아설(엽전직)
- 김계원 - 노인
- 신세인 - 왕대인
- 유만준 - 승상
- 김익태 - 절도사
- 서광재 - 무공